# Alojza Kozłowska
Alojza Kozłowska (ur. 2 marca 1927 w Krakowie, zm. 9 września 2018 tamże) – polska robotnica i działaczka komunistyczna, poseł na Sejm PRL VI kadencji.

## Życiorys
Córka Józefa i Stefanii. Uzyskała wykształcenie podstawowe. Była brygadzistką w krakowskich Zakładach Farmaceutycznych „Polfa”. W 1947 wstąpiła do Polskiej Partii Robotniczej, z którą w następnym roku przystąpiła do Polskiej Zjednoczonej Partii Robotniczej. Także w 1948 podjęła pracę w „Polfie”, w 1952 została kierowniczką brygady w ampułkarni. Pełniła funkcje sekretarza Rady Oddziałowej i I sekretarza oddziałowej organizacji partyjnej PZPR. Zasiadała również w Komitecie Zakładowym partii oraz w Zarządzie Okręgu Związku Zawodowego Chemików. W 1972 uzyskała mandat posła na Sejm PRL w okręgu Kraków. Zasiadała w Komisji Zdrowia i Kultury Fizycznej.
Pochowana na cmentarzu Podgórskim (XL/2/2).

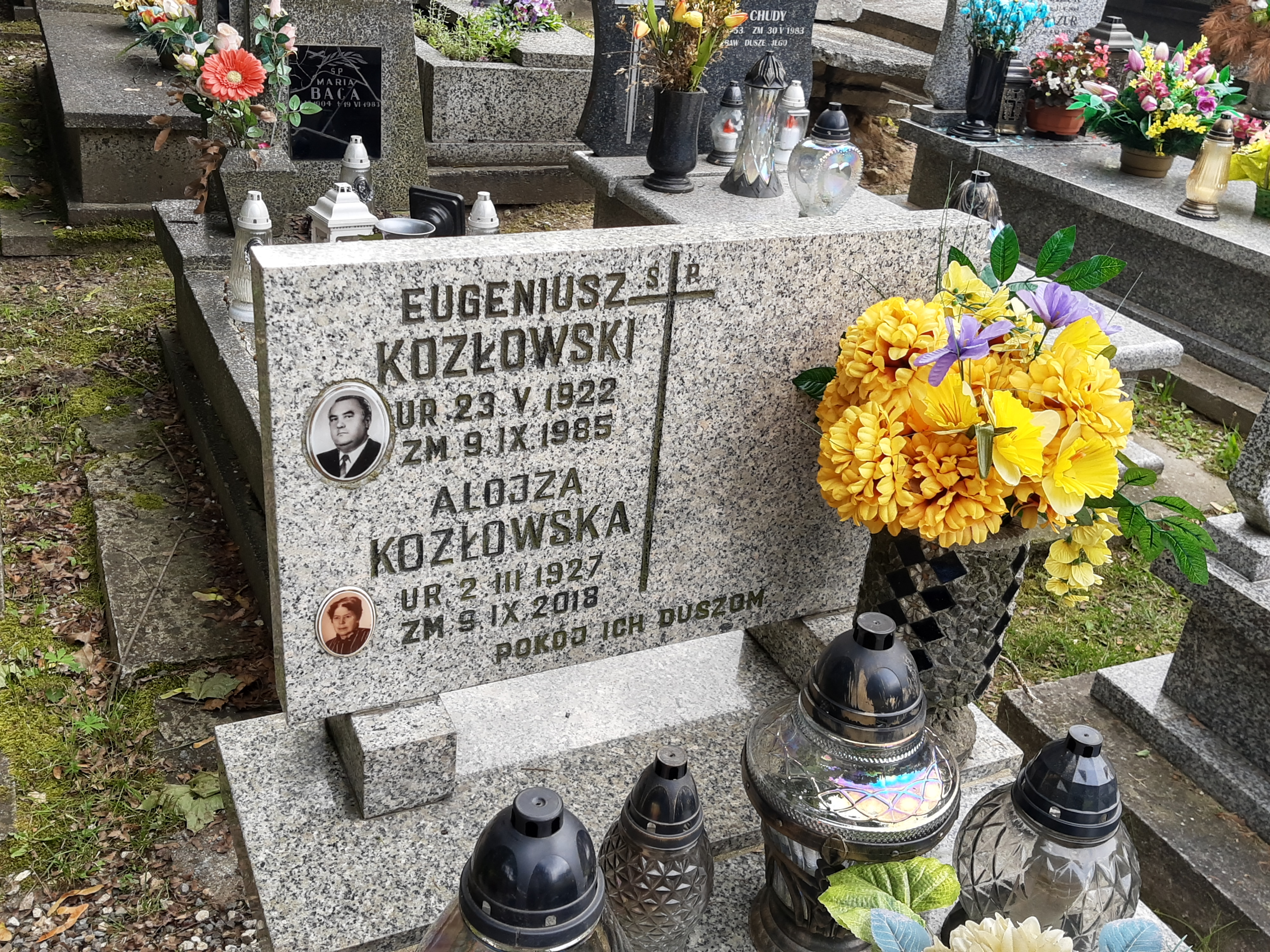
Grób Alojzy Kozłowskiej na Cmentarzu Podgórskim

## Odznaczenia
- Srebrny Krzyż Zasługi (1968)
- Brązowy Krzyż Zasługi (1954)[2]
- Medal 10-lecia Polski Ludowej (1955)[3]
- Złota Odznaka Brygady Pracy Socjalistycznej
- Srebrna Odznaka Brygady Pracy Socjalistycznej